# Tournefortia tacarcunensis
Tournefortia tacarcunensis är en strävbladig växtart som beskrevs av Alwyn Howard Gentry och J.W. Nowicke. Tournefortia tacarcunensis ingår i släktet Tournefortia och familjen strävbladiga växter. Inga underarter finns listade i Catalogue of Life.